# Claude S. Beck

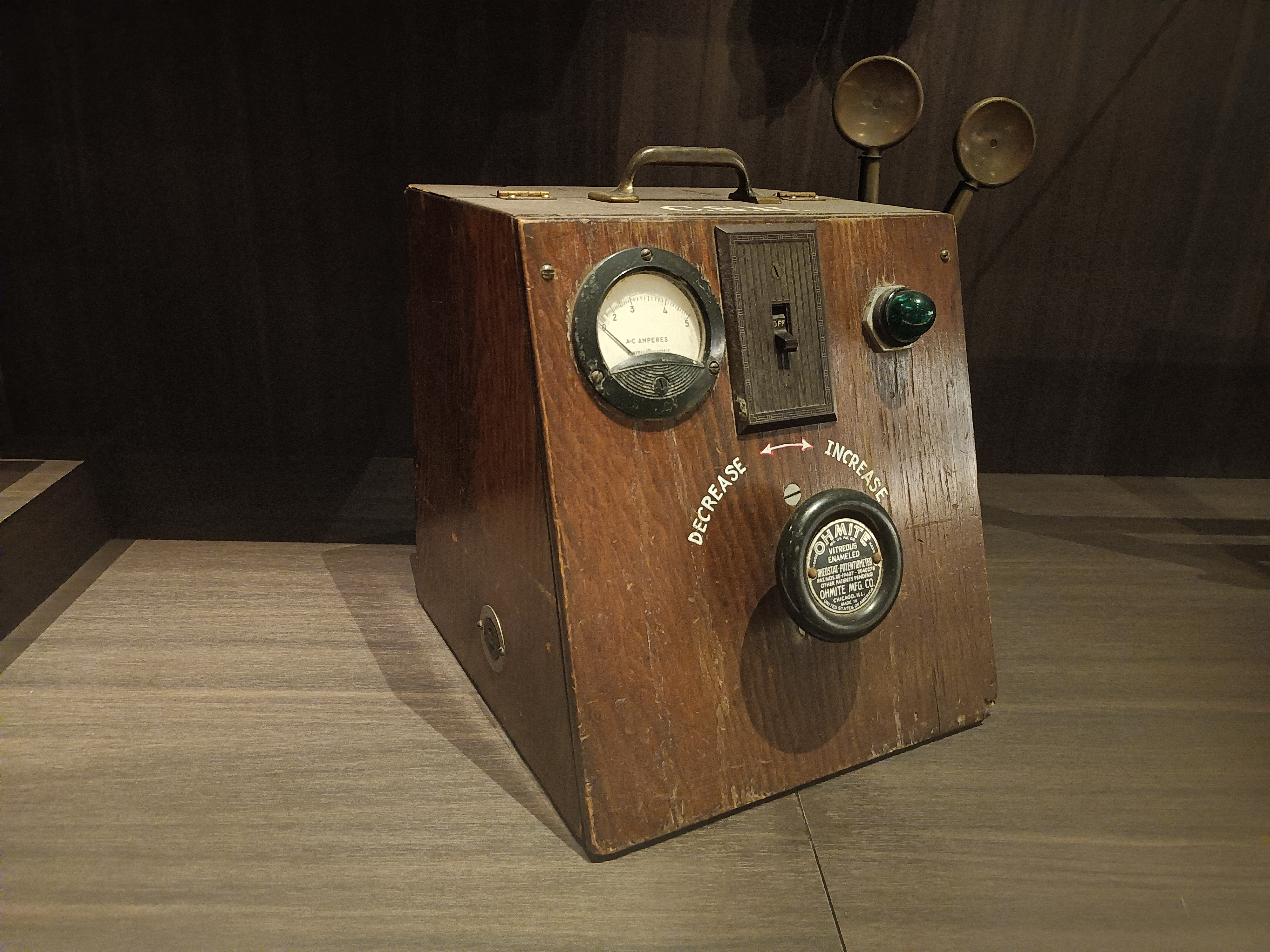
Claude S. Becks Prototyp eines Defibrillators von 1947

Claude Schaeffer Beck (* 8. November 1894 in Shamokin, Pennsylvania; † 14. Oktober 1971) war ein US-amerikanischer Herzchirurg.
Claude Beck studierte Medizin an der Johns Hopkins University mit dem M.D.-Abschluss 1921. Ursprünglich spezialisierte er sich auf Neurochirurgie. Er wurde am Peter Bent Brigham Hospital in Boston und an den Lakeside Hospitals in Cleveland ausgebildet und war 1923/24 bei Harvey Cushing an der Harvard University. Ab 1924 war er an der Klinik der Western Reserve University, wo er ab 1924 Surgical Resident und Crile Research Fellow in Chirurgie war. Dort wandte er sich der Herzchirurgie zu, entwarf den Prototyp der für Transfusionszwecke und als Antriebsaggregat für Herz-Lungen-Maschinen einsetzbaren Rollerpumpe und wurde 1928 Associate Surgeon und bald darauf Demonstrator in Chirurgie, 1940 Professor für Neurochirurgie und 1952 der erste Professor für Herzchirurgie (Cardiovascular Surgery) in den USA. Er blieb an der Universität bis zu seinem Ruhestand 1965. Er starb 1971 nach einem Schlaganfall.
Von 1942 bis 1945 war er Chirurgischer Berater der US Army und erhielt die Legion of Merit. Er entwickelte verschiedene Techniken der Herzchirurgie, zum Beispiel die als Beck I und II bezeichneten Techniken bei koronaren Herzerkrankungen, die er 1935 bzw. Ende der 1940er Jahre entwickelte. In den 1920er Jahren assistierte er Elliott Cutler in ersten erfolgreichen Mitralklappenoperationen. Er versuchte 1929 im Tierversuch eine Mehrdurchblutung bei Koronarinsuffizienz zu erreichen, indem er eine Perikarditis durch Injektion von 
Dakin’scher Lösung (Natriumhypochlorit-Lösung) in den Herzbeutel erzeugte, und war auch ein Pionier bei der Operation koronarer Arterien, da er 1935 erstmals eine operative Revaskularisation des Myokards (Herzmuskel) bei Menschen durchführte, indem er bei 20 Patienten Fettgewebe des Mediastinums und Brustmuskulatur der Patienten auf deren Herzmuskel aufnähte sowie bei der ersten erfolgreichen Entfernung eines Tumors am Herzen.
Im Jahr 1947 wandte Claude S. Beck als Erster erfolgreich eine Defibrillation bei einer Herzoperation an. Die dreistündige Operation an einem 14-jährigen Jungen war schon fast vorüber, als ein Herzstillstand einsetzte. Zunächst versuchte Beck Herzmassage am offenen Herzen für 45 Minuten, bevor er einen Defibrillator einsetzte, den er zusammen mit James Rand entwickelt hatte, angeregt von Beobachtungen des Physiologen an der Western Reserve University, Carl J. Wiggers. Die Maßnahme bei der Operation war ein voller Erfolg. Er unterrichtete in der Folge zahlreiche Ärzte und medizinisches Personal in der Technik und in den in den 1950er Jahren aufkommenden Defibrillatoren für äußere Anwendung. Drei Symptome bei akuter Herzbeuteltamponade sind nach ihm benannt (Beck’s Triade).
Er war seit 1928 mit Ellen Manning verheiratet und hatte drei Töchter.

## Veröffentlichungen (Auswahl)
- Wounds of heart: technic of suture. In: Arch. Surg. Band 13, 1926, S. 205 ff.
- mit Elliott C. Cutler: Present status of surgical procedures in chronic valvular disease of heart, final report of all surgical cases. In: Arch. Surg. Band 18, 1929, S. 403 ff.